# Tiefsee (Saulgrub)
Der Tiefsee ist ein Moorsee auf dem Gebiet der Gemeinde Saulgrub im Landkreis Garmisch-Partenkirchen in Oberbayern und Teil des Naturschutzgebiets Altenauer Moor.